# Henry Biaudet
Pour les articles homonymes, voir Biaudet.
Louis Alfred Henry Biaudet (né le 5 avril 1869 à Heidelberg et mort le 17 septembre 1915 à Rome) est un historien finlandais spécialisé dans l'histoire de l'Église catholique et un activiste luttant contre la russification de la Finlande.

## Biographie
Henry Biaudet est le grand oncle de la députée Eva Biaudet.

## Ouvrages
- Le Saint-Siège et la Suède durant la seconde moitié du XVIe siècle: notes et documents 1: origines et pèriode des relations non officielles 1570 - 1576. 1906
- Le Saint-Siège et la Suède durant la seconde moitié du XVIe siècle (thèse). 1906
- Les nonciatures apostoliques permanentes jusqu'en 1648. 1910
- Les origines de la candidature de Sigismond Vasa au trône de Pologne en 1587. 1911
- Carlo Brancaccio: un italien au service de la Suède au XVI:e siècle. 1912
- Documents concernant les relations entre le Saint-Siège et la Suède durant la seconde moitié du XVIe siècle 2: époque des relations officielles (1576 - 1583) 1: mission en Italie de Pontus de la Gardie (1576 - 1577). 1912
- Gustaf Eriksson Vasa, Prince de Suède 1. 1913